# دونالد جونسون (سياسي)
دونالد جونسون (بالإنجليزية: Donald McIntosh Johnson)‏ هو طبيب عسكري وسياسي بريطاني، ولد في 17 فبراير 1903، وتوفي في 5 نوفمبر 1978. حزبياً، نشط في حزب المحافظين والحزب الليبرالي. في الانتخابات العامة في المملكة المتحدة 1955 ‏، انتخب عضو البرلمان الحادي والأربعين للمملكة المتحدة ‏ عن دائرة كارلايل (26 مايو 1955 – 18 سبتمبر 1959) وفي الانتخابات العامة في المملكة المتحدة 1959 ‏، انتخب عضو البرلمان الثاني والأربعون للمملكة المتحدة ‏ عن دائرة كارلايل (8 أكتوبر 1959 – 25 سبتمبر 1964).